# Bitwa pod Ołomuńcem
Bitwa pod Ołomuńcem – zwycięstwo Czechów nad Mongołami w czasie najazdu tych ostatnich na Margrabstwo Moraw w 1241 roku. Historyczność bitwy jest przedmiotem dyskusji historyków.
Po bitwie pod Legnicą Mongołowie postanowili połączyć się z drugą częścią swoich wojsk, które najechały Królestwo Węgier. Przeszli przez Bramę Morawską i dotarli do Hany. Według informacji zawartych w dokumencie króla Wacława I zniszczyli klasztor Hradisko. Kronika Dalimila informuje, że oblegli także pobliski Ołomuniec, pod którym zginął mongolski książę; miasto nie zostało zdobyte. Zdaniem innych historyków informacja o bitwie pod Ołomuńcem jest późniejszą fikcją (rękopis królowodworski).